# 小行星5067
小行星5067（英語：5067 Occidental）是一颗围绕太阳公转的小行星。1990年7月19日，埃莉諾·赫琳在帕洛马山发现了此天体。
这颗小行星的绝对星等为26.02608617187461等。